# Valkyritermes inopinatus
Valkyritermes inopinatus (лат.) — ископаемый вид термитов, единственный в составе рода Valkyritermes (семейство Kalotermitidae). Обнаружен в меловом бирманском янтаре, Мьянма, около 99 млн лет). Первый термит с кастой маток-солдат.

## Описание
Длина тела 4,03 мм (от кончика верхней губы до вершины брюшка). Голова 0,8 мм в длину и 0,63 мм в ширину (исключая сложные глаза), квадратной формы при осмотре сверху, прогнатная, стороны почти параллельные, слегка выпуклые, передне-боковые углы ортогональны, задне-боковые углы закруглены. Крылатые особи с «фрагмотичной» головой сходной с головой солдат; лоб вогнутый, лобный край слегка приподнят, с широкой срединной выемкой. Имеют три (?) максиллярных членика; присутствуют по крайней мере три лабиальных членика (плохо сохранились); сложные глаза 0,2 мм длиной, круглые, расположены латерально около середины длины головы и отделены от заднего края головы больше, чем их длина; оцеллии не видны. Постклипеус треугольной формы (уже спереди); мандибулы по форме и зубному ряду имагообразные, прикрыты верхней губой; вершинный зубец левой мандибулы удлиненный, острый; два краевых зуба, широко расставленные (с широким V-образным вырезом в межзубном промежутке; правая мандибула с длинным острым апикальным зубцом, двумя краевыми зубцами, межзубное пространство уже межзубного промежутка левой мандибулы. Фонтанелла отсутствует. Антенна с 15 члениками.
Переднеспинка слегка трапециевидная, немного шире головы, передний край вогнутый, задний край медиально вогнутый, дорсальная поверхность в профиль плоско выпуклая, бока выпуклые. Длина переднеспинки 0,5 мм, ширина 0,67 мм. Лапки 4-члениковые, аролиум развит. Формула голенных шпор: 3-3-3(?). Переднее крыло в крупных чешуйках, которые больше, чем чешуйки заднего крыла; Sc, RA и RP сильно склеротизованы, Sc короткий, оканчивается в пределах чешуи, RA простой, RP идет параллельно реберному краю, с семью ветвями, соединяющимися с краем крыла, радиальное поле узкое на всем протяжении, оканчивается впереди вершины крыла. Брюшко 2,3 мм длиной, по крайней мере, с девятью заметными сегментами, заметно уплощенными в дорсо-вентральном направлении и нечётко очерченными из-за плохой сохранности; брюшные сегменты наиболее широкие на середине длины. Церки и стилусы не сохранились.
Valkyritermes inopinatus это первый описанный термит с кастой маток, обладающей признаками солдат. У обнаруженной в бирманском янтаре репродуктивной особи термита (это определили по крыльям), голова была «пробковидной», обрезанной спереди, то есть приспособлена к фрагмозису. Вероятно, она играла роль солдата в начале основания новой колонии, когда закрывала своей головой вход в термитник.

## Систематика и этимология
Вид Valkyritermes inopinatus, был впервые описан в 2022 году палеоэнтомологами Корантен Жуо (Corentin Jouault) из Национального музея естественной истории в Париже и его коллегами из Китая, США, Франции и Украины.
Родовое название Valkyritermes означает «термит-валькирия», что связано мифическими девами-воительницами валькириями из скандинавской мифологии, которые летают над полями сражений. Видовое название V. inopinatus происходит от латинского слова «неожиданный». Этот род включён в состав семейства Kalotermitidae. В настоящее время семейства Kalotermitidae, Hodotermitidae наряду с австралийским Mastotermitidae рассматриваются самыми примитивными из современных представителей термитов.